# N-tv
Pour les articles homonymes, voir NTV.
n-tv est une chaîne de télévision privée allemande d'information en continu appartenant à RTL Deutschland, filiale à 100 % de RTL Group.
Elle est directement en concurrence avec Welt, appartenant au groupe Axel Springer SE.
Elle est créée en 1992 et connait une évolution importante dans sa grille des programmes vers le milieu des années 2000. En effet, face au succès d'audience de sa concurrente Welt, elle abandonna sa grille constituée jusqu'alors presque exclusivement d'information en continu et de talk-shows. C'est ainsi que beaucoup de cases réservées aux documentaires et aux magazines d'info-divertissement, scientifiques notamment, firent leur apparition dans la grille des programmes, notamment en soirée. En contrepartie, les journaux d'informations de la soirée ont vu leur durée se réduire drastiquement ou ont été remplacés par de simples flashs.

## Identité visuelle

### Logos

Logo jusqu'en 2008
Logo jusqu'au 31 août 2017

## Source
- http://www.dwdl.de/article/news_14480,00.html